# Tsubaki Nekoi
Tsubaki Nekoi (猫井 椿, Nekoi Tsubaki), född 21 januari 1969 i Kyoto, Japan, är en av medlemmarna i den manga-tecknande gruppen CLAMP. Hennes roll i gruppen består bland annat av att korrigera illustrationer och göra bakgrunder. Hon har också varit huvudtecknare i flera serier, till exempel Legal Drug, Wish och Suki. Dessutom tecknar hon de manliga karaktärerna i xxxHolic (Mokona tecknar de kvinnliga). 
Nekois tidigare namn var Mick Nekoi, men år 2004 bytte hon namn till Tsubaki Nekoi.